# GetAmped
GetAmped foi um jogo de luta em 3D desenvolvido pela CyberStep. Até 16 pessoas podem jogar simultaneamente. No Brasil foi distribuído pela HIVE Corporation até que a CyberStep, desenvolvedora original, reivindicou o jogo e realizou o re-lançamento. Os servidores foram encerrados e o jogo não se encontra mais disponível. A sequência, intitulada GetAmped 2 também não é mais operante no Brasil.

## História
GetAmped ainda é comum rede de serviços jogo foi lançado em 3 anos. Usando JAVA, Windows, Macintosh, capazes de funcionar em ambos.
? Anos? Dom? Saibasuteppu o sol começa a operar. Cerca de dois anos e que o serviço parou. Isso foi em torno do salário líquido-por-jogo em si.
27 de abril de 2004, Gung Ho Online Entertainment está em operação. O que ficou feia para o funcionamento de 2006 31 de janeiro, fechando o dia.
Maio de 2006 em oito Saibasuteppu do Sol ", Gettoanpudo X" funciona como um começo. O serviço actualmente em operação.
2007 24 de abril de Neiga e colaboração jogar um dia muito Deus. Após esta atualização também está saindo em itens Neiga.
Novembro de 2008 "Gettoanpudo 2" lançado oficialmente.
Editor de skin
GetAmped não é que nem os outros jogos , "Editor de skin" Nesse sistema, você pode editar a textura da face e cabeça e do corpo, você pode criar seus próprios personagens originais.
Esta "skin original" também pode ser distribuída, a skin que está disponível é distribuída para todos. (No entanto, o processo não será utilizado)
A Skin pode registrar até 99 acima. Quando você se registra mais de quatro, irá substituir a skin existente. Ao utilizar os itens premium no jogo, pode aumentar o número de skins que podem ser registrados. (Até cinco)

## Estilos
Getamped o mundo do "estilo", tais como o poder de ataque e defesa de cada , há uma mudança no método de ataque.
Este estilo é um dos melhores é também uma das Gettoanpudo.
Atual "Getamped R" foi implementado com grandes estilos
```
   * Lutador (Lu)
```

```
Um estilo equilibrado, bom para iniciantes. 
```

```
   * Militar (Mi)
```

```
Devido à sua Técnica bastante desenvolvida, possui uma grande vantagem com armas de longo alcance.
```

```
   * Espiã (Es)
```

Possui pouca Força e Defesa, mas devido à seu alto nível de Velocidade, é boa com itens. No seu especial, pula para trás e solta uma faca.
```
   * Super-Homem (SH)
```

Possui muita força e pode causar muito dano devido a isso. Porém, tem muito pouca Velocidade. Seu poder especial é soltar um bafo congelante.
```
   * Encouraçado (Ar)
```

Seu ponto forte é a Defesa. Muitos o consideram um estilo fraco, mas é um estilo que apenas os mais habilidosos conseguem usar. 
```
   * Esper (Es)
```

Um estilo aparentemente frágil, mas na verdade pode usar uma magia poderosa. Não subestime seus poderes.
```
   * Policia Espacial (Po)
```

Possui grande poder de defesa, velocidade e ataque, com baixa capacidade de salto ao manusear armas. Possui uma habilidade extra com sabres de luz.
```
   * Lutador de Sumô (Su)
```

```
Possui um alto poder de ataque, e grande mobilidade, porém sua defesa é baixa. Seu poder especial quebra a defesa do oponente e o arremessa para frente.
```

```
   * Androide (An)
```

O ataque consome MP, após o mesmo acabar o estilo fica vulnerável a ataques até que recarregue suas forças. Alto poder de ataque em qualquer parâmetro.
```
   * Ninja (Ni)
```

O movimento é mais equipado para abusar do estilo, usado nos menos capazes de se defender. É o estilo mais rápido do Getamped.
```
   * Colosso (Co)
```

Dificuldade de lutar com a manipulação de armas esmagadora. Apesar do nome ser "Colosso", o estilo é um dos menores, podendo ser seu tamanho comparado com o do Encouraçado.
```
   * Besta (Be)
```

Se você estiver com pouco HP, você poderá se transformar em um animal muito poderoso. A Besta A é um touro, o primeiro boss da Fábrica Secreta e a Besta B é uma espécie de pássaro azul, o segundo boss do mesmo desafio.
```
   * Monge (Mo)
```

```
É o primeiro Estilo Avançado, uma combinação de Esper com Lutador. Mestre em artes marciais e manipulador de energia Ki, o Monge é um estilo muito poderoso.
```

```
   * 
Acórdão
```

Combined criminal and Space Hulk style. Good at freezing.
```
   * Espadachim (E)
```

Estilo Ninja combinado com Sumo. Muito hábil com espadas, mestre na arte da luta samurai. Zan o inimigo é um grande alcance.
```
   * Pantherus (Pa)
```

```
Outro estilo avançado.É a combinação de Colosso e Besta. Descrições dizem ser um estilo da tribo dos Pantherus, uma tribo arcaica e pouco desenvolvida tecnologicamente. Estilo conhecido por seus repetidos ataques, ficando difícil saber a hora de contra-atacar.
```

```
   * 
Mercenário
 (Me)
```

Espiã combinado com militar. Pode pegar itens enquanto corre. Possui uma Técnica comparável à do Militar. Com seu poder especial, deslisa para trás do oponente e detona uma granada.
```
   * Falange (Ph)
```

Androide combinado com Encouraçado. É um soldado de elite altamente treinado e revestido com uma armadura robótica. 